# 祐天寺 (目黒区)
祐天寺（ゆうてんじ）は、東京都目黒区の町名。現行行政地名は祐天寺一丁目および祐天寺二丁目。住居表示実施済区域。

## 地理
祐天寺は目黒区の上目黒住区に属し東急東横線と駒沢通りに挟まれ、祐天寺駅の南側および浄土宗明顕山祐天寺の北側の一帯である。ほぼ中央のみよし通りを境に祐天寺一丁目と祐天寺二丁目が分かれる。町域内は住宅地と商業地および東京都立目黒高等学校の校地で占められており、公園や森林・田畑などの緑被面積は0である。面積あたりでも人口当たりでも樹木の本数は目黒区の平均を下回る。駒沢通りには街路樹としてモミジバフウが植えられている。

### 地価
住宅地の地価は、2025年（令和7年）1月1日の公示地価によれば、祐天寺1-25-4の地点で103万円/m2となっている。

## 歴史

### 由来
地名は、駒沢通りを挟み祐天寺一丁目と向かい合っている、仏教寺院の祐天寺に由来している。一方、寺院の祐天寺は当地内でなく、目黒区中目黒五丁目に所在する。

## 世帯数と人口
2025年（令和7年）3月1日現在（目黒区発表）の世帯数と人口は以下の通りである。
| 丁目         | 世帯数    | 人口    |
| ------------ | --------- | ------- |
| 祐天寺一丁目 | 1,464世帯 | 2,274人 |
| 祐天寺二丁目 | 1,490世帯 | 2,135人 |
| 計           | 2,954世帯 | 4,409人 |

### 人口の変遷
国勢調査による人口の推移。
| 年                 | 人口  |
| ------------------ | ----- |
| 1995年（平成7年）  | 4,460 |
| 2000年（平成12年） | 4,596 |
| 2005年（平成17年） | 4,555 |
| 2010年（平成22年） | 4,335 |
| 2015年（平成27年） | 4,440 |
| 2020年（令和2年）  | 4,606 |

### 世帯数の変遷
国勢調査による世帯数の推移。
| 年                 | 世帯数 |
| ------------------ | ------ |
| 1995年（平成7年）  | 2,360  |
| 2000年（平成12年） | 2,615  |
| 2005年（平成17年） | 2,743  |
| 2010年（平成22年） | 2,551  |
| 2015年（平成27年） | 2,697  |
| 2020年（令和2年）  | 2,879  |

## 学区
区立小・中学校に通う場合、学区は以下の通りとなる（2025年4月現在）。
- 区域 : 一丁目、二丁目　各全域
  - 小学校 : 目黒区立上目黒小学校
  - 中学校 : 目黒区立目黒中央中学校

## 交通
町域内に東急東横線祐天寺駅が置かれる。祐天寺駅の東南東側が目黒区祐天寺になる。目黒区祐天寺の東南側は駒沢通りに面している。

## 事業所
2021年（令和3年）現在の経済センサス調査による事業所数と従業員数は以下の通りである。
| 丁目         | 事業所数  | 従業員数 |
| ------------ | --------- | -------- |
| 祐天寺一丁目 | 73事業所  | 392人    |
| 祐天寺二丁目 | 281事業所 | 1,743人  |
| 計           | 354事業所 | 2,135人  |

### 事業者数の変遷
経済センサスによる事業所数の推移。
| 年                 | 事業者数 |
| ------------------ | -------- |
| 2016年（平成28年） | 377      |
| 2021年（令和3年）  | 354      |

### 従業員数の変遷
経済センサスによる従業員数の推移。
| 年                 | 従業員数 |
| ------------------ | -------- |
| 2016年（平成28年） | 2,215    |
| 2021年（令和3年）  | 2,135    |

## 施設
- 東京都立目黒高等学校
- 上目黒住区センター
- みずほ銀行祐天寺支店
- 城南信用金庫目黒支店
- 東急ステイ目黒・祐天寺

## その他

### 日本郵便
- 郵便番号 : 153-0052[3]（集配局 : 目黒郵便局[19]）。